# Air Alliance
Air Alliance était une compagnie aérienne basée au Québec, au Canada, qui a été opérationnelle depuis sa création en 1987 jusqu'en 1999, date à laquelle elle a été absorbée par Air Nova. Le nom de marque Alliance a ensuite été utilisé par Air Canada jusqu'en 2011 pour désigner son exploitation de niveau III de l'Est, exploitée par Air Georgian.

## Flotte
- 18 De Havilland Canada Dash 8
- 12 Raytheon 1900D[3]